# トム・コナリー

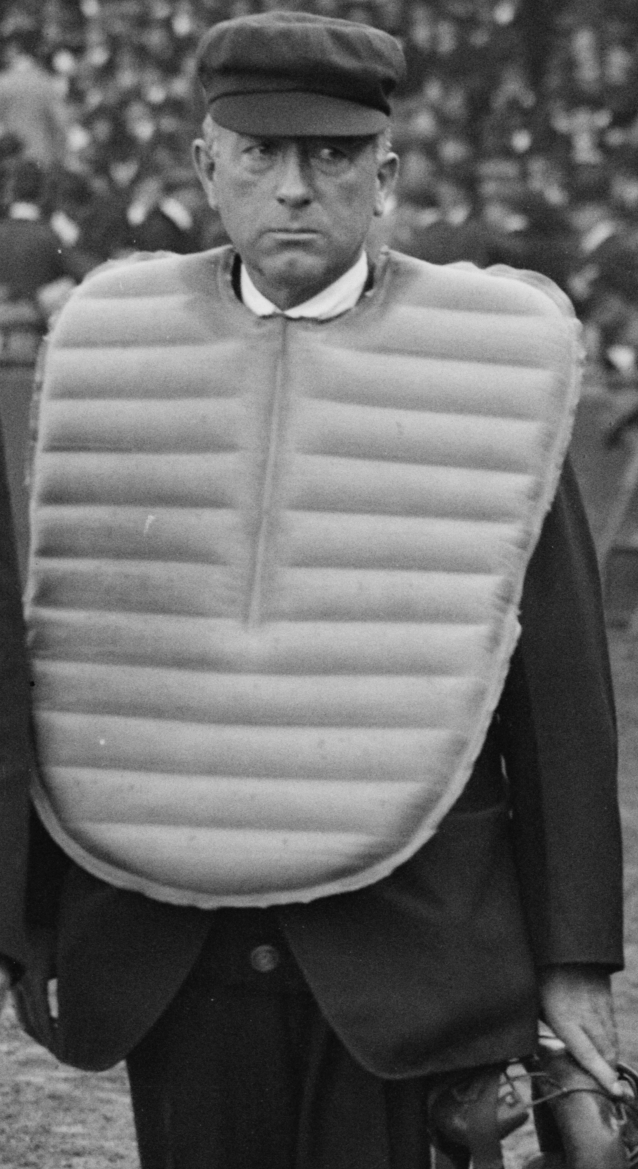
1916年のワールドシリーズにて

トム・コナリー（Thomas Henry Connolly、1870年12月31日 - 1961年4月28日）は、メジャーリーグの審判。1953年に、審判の分野でビル・クレムとともに初めてアメリカ野球殿堂入りを果たした。イギリスのマンチェスター生まれ。

## 経歴
1885年のアメリカ移住後、YMCAで野球の審判をしていたところをスカウトされ、1898年からナショナルリーグの審判を務める。しかし審判の裁定に対するリーグのバックアップ体制の弱さに不満を持ち、1900年半ばでナショナルリーグ辞職、1901年に創設間もないアメリカンリーグと契約する。これはリーグの初代会長だったバン・ジョンソンがア・リーグの評判を上げるための処置として、審判の権限を大幅に広げたことに共感したためである。この年の4月24日に、彼はア・リーグ最初の試合を裁く栄誉を得る。以後31年にわたり「1度下した判定を覆さない」という強い姿勢と、「公正な審判を下す義務」を全うすることを実践した。安易に強硬な手段をとることを好まなかったようで、創設間もない荒れた時期にも拘らず、まる10年間1人の退場者も出さなかったことがある。
1931年からリーグの審判部長職を務める。これは当時会長職に就任したばかりだったウィル・ハリッジが要請したもので、リーグ創設から時間が経過し、判定の質が徐々に低下してきていたことをハリッジが懸念しての処置だった。コナリーは80歳まで同職を務める。アメリカ野球殿堂入りを果たしたのは1953年、彼が82歳の時であった。1961年にマサチューセッツ州ネイティックで死去。90歳。

## 審判歴
- 在籍：ナショナルリーグ（1898年-1900年）、アメリカンリーグ（1901-1932年）
- 出場試合数：レギュラーシーズン4768試合、ワールドシリーズ45試合

## エピソード
- 彼は、ヤンキー・スタジアム、フェンウェイ・パーク、コミスキー・パーク、コニー・マック・スタジアム (Shibe Park) のこけら落としのゲームを裁いている。